# Селвота (Фрозиноне)
Селвота је насеље у Италији у округу Фрозиноне, региону Лацио.
Према процени из 2011. у насељу је живело 402 становника. Насеље се налази на надморској висини од 169 м.